# Kaleköy, Çobanlar
Kaleköy là một xã thuộc huyện Çobanlar, tỉnh Afyonkarahisar, Thổ Nhĩ Kỳ. Dân số thời điểm năm 2011 là 947 người.